# ۶۵۶۴ اشیر
سیارک ۶۵۶۴ (به انگلیسی: 6564 Asher، نامگذاری:1992BB) شش هزار و پانصد و شصت و چهارمین سیارک کشف شده‌است که در ۲۵ ژانویه ۱۹۹۲ کشف شد.
قدر مطلق سیارک برابر ۱۵٫۹۰ است.